# Cirriformia maryae
Cirriformia maryae är en ringmaskart som beskrevs av Silva 1961. Cirriformia maryae ingår i släktet Cirriformia och familjen Cirratulidae. Inga underarter finns listade i Catalogue of Life.